# Journal of the Bromeliad Society
Journal of the Bromeliad Society (abreviado J. Bromeliad Soc.) es una revista con ilustraciones y descripciones botánicas que es editada en Los Ángeles desde el año 1971. Fue precedida por el Bulletin of the Bromeliad Society.